# 佐藤利幸
佐藤 利幸（さとう としゆき、男性、1977年 - ）は、日本のアニメーター、イラストレーター、漫画家。カナダ・ケベック州モントリオール生まれ。本籍地は埼玉県。大阪芸術大学芸術学部卒。

## 概要
在学中に所属していたサークルで制作した個人製作アニメ『超無敵メカピーポくん THE MASTER OF UNIVERSE』で評価を得る。
卒業後、スタジオダブで動画マンをしていたが、同スタジオ退社後にイラスト『SCREAMING FOR VENGEANCE』で、第9回電撃ゲームイラスト大賞金賞受賞、イラストレーターとしてデビューする。
現在もフリーの原画マンとしてアニメーターを続けている。以前は主にスタジオ童夢の作品を中心に高山正宏名義で参加していたが、最近はその名前の他、北澤たけしという名前で他社の作品にも参加している。
大阪芸大のサークルに漫画家の石黒正数やアニメーターの山岸たかおなどがいる。

## 作品

### イラスト
いずれも原作は岩田洋季。
- 護くんに女神の祝福を![2]
- 灰色のアイリス（3巻 - ）
- めしあのいちにち

### 漫画作品
- 護くんに女神の祝福を!（電撃hp版）
- このこのごろごろ（まんがタイムきらら）

### 特撮作品
- 王様戦隊キングオージャー（コンセプトデザイン）

### アニメーション参加作品
※特記のない限り佐藤利幸名義で参加
2005年
- 苺ましまろ（原画）
- BLOOD+（2005年 - 2006年、原画）

2006年
- となグラ!（原画）
- 無敵看板娘（原画）
- 夜明け前より瑠璃色な 〜Crescent Love〜（原画）

2007年
- おねがいマイメロディ すっきり♪（原画）
- 機神大戦ギガンティック・フォーミュラ（原画）
- もえたん（原画）
- 天元突破グレンラガン（原画）
- ハヤテのごとく!（2007年 - 2008年、原画）
- バッカーノ!（原画）
- みなみけ（原画）
- しおんの王（2007年 - 2008年、原画・第二原画）

2008年
- 破天荒遊戯（原画）
- ドルアーガの塔 〜the Aegis of URUK〜（原画）
- 紅（原画）
- 鉄腕バーディー DECODE（OP原画・第二原画）
- テレパシー少女 蘭（原画）
- セキレイ（原画）
- かんなぎ（OP原画・原画）
- まかでみ・WAっしょい!（OP原画・原画）
- ヒャッコ（原画）
- 機動戦士ガンダム00 セカンドシーズン（原画）
- とらドラ!（2008年 - 2009年、原画）

2009年
- はじめの一歩 New Challenger（第二原画）
- RIDEBACK -ライドバック-（原画）
- キャシャーン Sins（原画）
- ひぐらしのなく頃に礼（第二原画）
- 鋼殻のレギオス（OP原画）
- ライブオン CARDLIVER 翔（原画）
- 鉄腕バーディー DECODE:02（原画）
- まりあ†ほりっく（原画）
- ルパン三世VS名探偵コナン（原画）
- アスラクライン（OP原画）
- 戦場のヴァルキュリア（OP原画・原画）
- 戦国BASARA（原画）
- 初恋限定。（原画）
- NEEDLESS（OP原画）
- シャングリ・ラ（原画）
- うみものがたり 〜あなたがいてくれたコト〜（原画）
- 化物語（原画）
- 生徒会の一存（OP原画・原画）
- ミラクル☆トレイン〜大江戸線へようこそ〜（第二原画）
- 空中ブランコ（原画）
- 青い文学シリーズ「桜の森の満開の下」（原画）
- 聖剣の刀鍛冶（原画）
- にゃんこい!（原画）

2010年
- 君に届け（原画）
- 戦う司書 The Book of Bantorra（原画）
- COBRA THE ANIMATION（原画）
- ソ・ラ・ノ・ヲ・ト（原画）
- のだめカンタービレ フィナーレ（原画）
- バカとテストと召喚獣（原画）
- デュラララ!!（原画）
- WORKING!!（原画）
- いちばんうしろの大魔王（原画）
- 四畳半神話大系（原画）
- みつどもえ（原画）
- 屍鬼（原画）
- ぬらりひょんの孫（原画）

2011年
- 魔法少女まどか☆マギカ（原画）
- 映画ドラえもん 新・のび太と鉄人兵団 〜はばたけ 天使たち〜（原画）
- マケン姫っ!（原画）

2013年
- 劇場版 HUNTER×HUNTER 緋色の幻影（原画）
- 劇場版 HUNTER×HUNTER -The LAST MISSION-（原画）
- カードファイト!! ヴァンガード リンクジョーカー編（作画監督・原画）

2014年
- ヤマノススメ　セカンドシーズン（原画）
- 劇場版 カードファイト!! ヴァンガード ネオンメサイア（ライブパート原画）

2016年
- この素晴らしい世界に祝福を!（原画）
- ALL OUT!!（OP原画）
- この世界の片隅に（原画）

2017年
- クレヨンしんちゃん外伝 家族連れ狼（作画）
- 賭ケグルイ（OP原画）
- 魔法陣グルグル（原画）

2020年
- DRAGON QUEST -ダイの大冒険-（2020年 - 2022年、第73話・第97話原画）

2021年
- スライム倒して300年、知らないうちにレベルMAXになってました（原画）

2022年
- その着せ替え人形は恋をする（第二原画）
- ヤマノススメ Next Summit（作画監督）
- ぼっち・ざ・ろっく!（原画・第二原画・ぼっち人形制作）

2023年
- お兄ちゃんはおしまい!（作画監督・2Dワークス・『スペースタイタニック』・第8話エンドカードイラスト）
- うる星やつら（原画）
- 王様ランキング 勇気の宝箱（原画・OP原画）
- 天国大魔境（原画）
- グリッドマン　ユニバース（原画）
- 葬送のフリーレン（原画・第2原画）

2024年
- この素晴らしい世界に祝福を!3（原画）
- 〈物語〉シリーズ オフ&モンスターシーズン（OP原画）

2025年
- 真・侍伝 YAIBA（作画監督）
- mono（原画）
- 瑠璃の宝石（作画監督）